# Chromi(II) bromide
Chromi(II) bromide là một hợp chất vô cơ có công thức hóa học CrBr2.

## Điều chế và tính chất
CrBr3 bị khử thành CrBr2 bằng cách cho CrBr3 vào khí hydro trong 6–10 giờ ở 350–400 °C (662–752 °F; 623–673 K), thu được CrBr2 và acid bromhydric.
Hexahydrat CrBr2·6H2O được điều chế bằng cách hòa tan Chromi trong acid bromhydric, rồi kết tinh lại. Hexahydrat rất nhạy cảm với không khí, dễ tan trong nước và cồn, không tan trong ete và aceton. Khi làm khô với KOH, nó chuyển sang màu xanh lục.

## Hợp chất khác
CrBr2 còn tạo một số hợp chất với NH3, như:
- CrBr2·2NH3 (dương nhạt-tím);[4]
- CrBr2·3NH3 (lục nhạt);[5]
- CrBr2·5NH3 (tím);[6]
- CrBr2·6NH3 (xám lục).[6]

CrBr2 còn tạo một số hợp chất với N2H4, như CrBr2·2N2H4 là chất rắn màu oải hương.
CrBr2 còn tạo một số hợp chất với CO(NH2)2, như CrBr2·4CO(NH2)2 là chất rắn màu dương nhạt.
CrBr2 còn tạo một số hợp chất với CS(NH2)2, như CrBr2·4CS(NH2)2 là chất rắn màu lục lam, tan trong nước tạo dung dịch màu vàng → vàng lục.